# Ajmer
Ajmer és una ciutat del Rajasthan, Índia, capital del districte d'Ajmer. La seva població és d'uns 600.000 habitants.

## Llocs d'interès
- Pushkar, ciutat propera, centre religiós, a la vora d'un llac. Ciutat molt sagrada on només es poden menjar vegetals; l'alcohol i la carn de pollastre (única existent a l'Índia) no es poden prendre ni als hotels per estrangers. Temple notable. Les cerimònies suposadament religioses al llac són només per enganyar al turistes i obtenir diner per unes màfies local ben organitzades.
- Dargah Shareef (mausoleu) de Khodja Muin al-Din Hasan Sidjzi, al peu del turó de Taragarh, format per diversos edificis de marbre i patis amb una gran porta donada pel nizam d'Hyderabad, una mesquita donada per l'emperador Shah Djahan, l'Akbari Masjid i la tomba del sant. La tomba de Khodja Muin al-Din Hasan Sidjzi (+1236) el que la converteix en un dels centres de pelegrinatge de l'Índia. La tomba fou construïda pel soldà de Malwa el 1455. Inclou un palau fortificat que fou construït per Akbar, uns jardins construïts per Djahangir i uns pavellons de marbre fets per Shah Djahan
- Taragarh Fort, el fort d'Ajmer,
- Adhai-din-ka-jhonpra, temple jainista datat el 1153, esdevingué mesquita després del 1193
- Palau de Salim, avui museu de la ciutat.
- Col·legi Mayo establert el 1875 per Lord Mayo, virrei de l'Índia
- Catedral de la Immaculada Concepció (seu de la diocesi catòlica d'Ajmer)

## Història
La ciutat fou fundada pel raja raput Adijaja (Aja) Chawhan, segons la tradició l'any 145, amb el nom de Nagpahar (de la muntanya on era), i en ser destruït per un geni, la va reconstruir a la propera muntanya Taragarh, amb el nom de Garh Bitli, donant a la vall el nom d'Indrakot i a la ciutat (al costat de la fortalesa), el seu propi nom Ajmere (derivat d'Aja). El 685, Dola Rao, Chauhan governant a Ajmere, es va unir a altres sobirans hindús contra els primers atacs musulmans dirigits per Muhammad Kasim, el conqueridor del Sind, però fou derrotat i mort pels musulmans; el va succeir Manik Rai, fundador de Sambhar, de la que els príncep d'Ajmer va agafar després el seu títol
El 1024 el soldà Mahmud de Gazni va passar per Ajmere en camí cap al temple de Somnath, i la va saquejar destruint temples i deus, però va obviar assetjar la fortalesa de Taragarh per no perdre temps. Els seus guies que l'havien de portar al Gujarat el van portar al desert i les forces d'Ajmer els van atacar i els van causar fortes pèrdues a més del fet que milers dels soldats musulmans van morir de set; els guies que van confessar haver actuar així per venjar al seu deu, foren executats. Visaladeva o Bisal Deo regnava poc després a Ajmer i va construir el gran dipòsit d'aigua de Bisalsagar; va derrotar els tuars de Delhi i va dominar a les tribus de la selva del Mewar. Ana Deo, net de Bisal Deo va construir l'embarcador del llac Ana Sagar (que després va tenir uns pavellons de marbre construïts per Shah Djahan). El tercer descendent d'Ana es va casar amb la filla d'Anang Pal Tuar de Delhi; el seu fill Prithwi Raja fou el darrer chauhan i fou adoptat per Anang Pal de Delhi i així va esdevenir rei d'aquesta i d'Ajmere
el 1192 Prithwi Raja, de Delhi i Ajmere, fou derrotat i mort en un xoc sagnant amb el gúrida Muizz al-Din Muhammad i poc després Ajmer fou conquerida pel soldà gúrida (1192) i els seus habitants que feien resistència foren massacrats o esclavitzat. El país fou concedit a un parent de Prithwi a canvi d'un fort tribut. El 1193 el soldà va enderrocar als reis rathor de Kanauj i els rathor van emigrar a Marwar. El raja d'Ajmer no fou lleial i va conspirar amb els rathor per eliminar a 
Kutb al-Din, el fundador de la dinastia musulmana de Delhi (1195); però Kutb al-Din el va atacar inesperadament i va quedar tancat a la fortalesa on es va suïcidar amb les seves dones, a la pila funerària. Tot seguit el sobirà de Delhi va atacar els mers (habitants de Merwar) i als rajputs i va patir alguna derrota quedant assetjat fins i tot a Ajmer però finalment va aconseguir annexionar el país de les muntanyes Aravalli. El fort de Taragarh fou donat a Sayyid Husain. Kutb al-Din va morir el 1210 i aprofitant això els rathors i chauhans van atacar Taragarh i van massacrar la guarnició. Shams al-din Altamish, successor de Kutb al-Din va restaurar el domini de Delhi a Ajmere (Ajmer)
Després del 1398 amb els saqueig de Delhi per Tamerlà se'n van apoderar Rama Kumbho cap dels rajputs de Mewar, però en foren expulsats el 1455 (altres fonts donen el 1469) pels soldans de Malwa. Van conservar la ciutat fins al 1531 quan Malwa va passar a Gujarat i Ajmer fou ocupada pel raja rathor Mal Deo de Marwar (Jodhpur). Al començament del seu regnat (1556) se'n va apoderar Akbar el Gran que la va incloure en un subadahat o districte de l'imperi que va agafar el nom d'Ajmer i abraçava tota Rajputana. Fou sovint residència reial i Akbar hi va fer construir un palau. També Djahangir hi va residir llargues temporades. Sir Thomas Roe, ambaixador del rei Jaume I d'Anglaterra, va presentar les seves credencials a l'emperador a Ajmer el 23 de desembre del 1615. El 1659 Aurangzeb va derrotar prop de la ciutat a les forces del seu germà Dara, la fugida del qual i les seves privacions foren relatades pel viatger Bernier.
El 1721 va ser ocupada per Ajit Singh de Marwar que va matar el governador imperial. Muhammad Shah la va recuperar poc temps després però deu anys després tornava a ser ocupada per Abhay Singh, successor de Ajit com a governant de Marwar. Ram Singh, fill d'Abhay, enfrontat a un oncle, va cridar en ajut als marathes dirigits per Jai Apa Sindhia. Després d'una sèrie de fets complicats, intrigues i contra complots, Jai Apa fou assassinat i el 1756 es va fer un acord pel qual Bijai Singh, cosí i rival de Ram Singh, entregava la sobirania d'Ajmer als marathes i rebia el principat com a feu contra pagament d'un tribut triennal; Els següents 31 anys van dominar el districte però el 1787 Madhuji Sindhia va envair Jaipur, i els rathors, en defensa de Jaipur, van ocupar Ajmer i van anul·lar el tribut. El 1790 els marathes dirigits per De Boigne, van derrotar els rathors a Patan, i van recuperar Ajmer.
Després de la guerra Pindari, Daulat Rao Sindhia va haver d'entregar el territori d'Ajmer als britànics (pel tractat de 25 de juny de 1818). Va esdevenir un districte britànic; el 1820 li fou incorporat el districte de Merwara (vegeu Merwara). L'administració britànica, sobretot per part del coronel Dixon, fou excel·lent, i la regió va prosperar. Vegeu territori d'Ajmer i Ajmer-Merwara (província).
Durant la rebel·lió del 1857 no es van produir incidents a la regió que va romandre lleial als britànics. El 28 de maig dos regiments d'infanteria de Bengala i un d'artilleria es van revoltar a Nasirabad però els europeus foren protegits per un regiment d'infanteria de Bombai i un destacament del batalló de Merwara va vigilar amb eficàcia el tresor i els magatzems de la província a Ajmer. Els regiments rebels van anar a Delhi. El 1868-1869 la regió fou afectada per una gran fam.
Ajmer fou capital de la província d'Ajmer-Merwara que va subsistir amb la independència el 1947. L'estat d'Ajmer es va crear per la constitució el 26 de gener de 1950, amb el que fins aleshores havia estat la província d'Ajmer-Merwara. La capital fou Ajmer. El primer i únic ministre principal fou Hari Bhau Udadhay, del Partit del Congrés que va exercir del 24 de març de 1952 al 31 d'octubre de 1956. L'1 de novembre de 1956 va quedar integrat a l'estat del Rajasthan.

### Governadors de l'estat
- Chandrakant Balwantrao Nagarkar 1950 - 1951 (abans governador provincial 1948-1950)
- Anand Dattahaya Pandit 1 de gener de 1952 - març de 1954
- M. K. Kripalani març de 1954 - 31 d'octubre de 1956